# César-Marie Le Hir
Pour les articles homonymes, voir Le Hir.
César-Marie Le Hir est un homme politique français né le 20 décembre 1764 à Ploudalmézeau (Finistère) et mort le 15 décembre 1849 à Brest (Finistère).

## Biographie
Avocat avant la Révolution, il est administrateur du district de Brest, puis procureur syndic, juge suppléant au tribunal civil et conseiller municipal de Brest. Il est député du Finistère de 1811 à 1815.

## Sources
- « César-Marie Le Hir », dans Adolphe Robert et Gaston Cougny, Dictionnaire des parlementaires français, Edgar Bourloton, 1889-1891 [détail de l’édition]